# Brezno, Laško
Brezno je naselje v Občini Laško.